# Шелбі (Огайо)
Шелбі (англ. Shelby) — місто (англ. city) в США, в окрузі Ричленд штату Огайо. Населення — 9282 особи (2020).

## Географія
Шелбі розташоване за координатами 40°53′5″ пн. ш. 82°39′30″ зх. д. / 40.88472° пн. ш. 82.65833° зх. д. (40.884854, -82.658274).  За даними Бюро перепису населення США в 2010 році місто мало площу 16,81 км², з яких 16,44 км² — суходіл та 0,37 км² — водойми.

## Демографія
Згідно з переписом 2010 року, у місті мешкало 9317 осіб у 3911 домогосподарстві у складі 2510 родин. Густота населення становила 554 особи/км².  Було 4354 помешкання (259/км²).
Расовий склад населення:
| - 98,2 % — білих - 0,3 % — азіатів - 0,2 % — корінних американців - 0,2 % — чорних або афроамериканців |

До двох чи більше рас належало 1,0 %. Частка іспаномовних становила 1,2 % від усіх жителів.
За віковим діапазоном населення розподілялося таким чином: 24,5 % — особи молодші 18 років, 57,9 % — особи у віці 18—64 років, 17,6 % — особи у віці 65 років та старші. Медіана віку мешканця становила 40,1 року. На 100 осіб жіночої статі у місті припадало 88,6 чоловіків;  на 100 жінок у віці від 18 років та старших — 84,7 чоловіків також старших 18 років.
Середній дохід на одне домашнє господарство  становив 49 259 доларів США (медіана — 41 147), а середній дохід на одну сім'ю — 60 392 долари (медіана — 48 060). Медіана доходів становила 42 011 долар для чоловіків та 32 443 долари для жінок. За межею бідності перебувало 13,4 % осіб, у тому числі 15,3 % дітей у віці до 18 років та 9,5 % осіб у віці 65 років та старших.
Цивільне працевлаштоване населення становило 4214 особи. Основні галузі зайнятості: виробництво — 24,9 %, освіта, охорона здоров'я та соціальна допомога — 19,4 %, роздрібна торгівля — 14,2 %.